# 宇治仁人
宇治 正人（うじ まさひと、1952年6月 - ）は、日本のアーティスト、ファッションデザイナー。 山梨県出身。 元株式会社オリゾンティ提携契約デザイナー。 代表的なブランドは、「 MUSEE D' UJI （ミューゼ・ドゥ・ウジ）」。

## 略歴
- 1952年6月 山梨県生まれ
- 1977年3月 桑沢デザイン研究所 デザイン課程 修了
- 1977年5月 株式会社 ミクラ入社
- 1980年10月 株式会社 ジュンアシダ デザインアシスタント
- 1987年10月 株式会社 ワールドとデザイナー契約 「ミューゼ・ドゥ・ウジ」立上げ
- 1988年4月 東京コレクションでメジャーデビュー
- 1998年6月 パリ市９区に直営デザインアトリエ開設
- 1999年4月 伊藤忠商事グループの株式会社 オリゾンティとデザイナー契約
- 2007年3月 第37次コレクション発表
- 2008年10月 第40次コレクション発表
- 2010年2月 ブランド「Masahito Uji｣(マサヒトウジ)｣立上げ

　　　　　　 5月「Masahito Uji｣(マサヒトウジ)｣第1回コレクション発表
- 2012年2月 新ブランド｢Place D'UJI｣(プラスドゥウジ)立ち上げ
- 2012年4月 直営店｢Place D'UJI｣(プラスドゥウジ)表参道にてオープン
- 2025年4月 直営店｢Place D'UJI｣(プラスドゥウジ)神宮前にリニューアルオープン

## MUSEE D' UJI （ミューゼ・ドゥ・ウジ）
1987年10月に宇治がワールドと提携して創立、現在はオリゾンティと提携展開するドメスティックブランドで、クチュール系のプレタポルテ。 「キュート&エレガンス」をコンセプトとし、素材・縫製にこだわり、著名人をはじめ多くの愛用者をもつ。 製品表示には、「MUSEE+D'+UJI」と表示される。
フランス語のmusee には、「博物館」・美術館、転じて「陳列されるべき物」、「（優れたものが）陳列された場所」といった意味があり、『 MUSEE D' 宇治 』は、「宇治美術館」ないし「展示されるべき宇治作品」ほどの意味。

## 2eMUSEE D' UJI （ドゥーズィーエム・ミューゼ・ドゥ・ウジ）
2008年2月、ゴルフウェア向けに立ち上げられた「第2ミューゼ・ドゥ・ウジ」ブランド。
スポーツウェアにミューゼ・ドゥ・ウジの要素を持ち込み、従来のゴルフウェアに見られないラペルデザインが特徴。 プロゴルファーの佐伯三貴がツアートーナメントで着用している。

## EL MIDAS
宇治と三崎商事によるコラボレーションブランド。

## グラス・ア・ラ・バニーユ
宇治と千趣会によるコラボレーションブランド。

## Masahito UJI（マサヒトウジ）
2010年3月創立したフレンチテイストのレディースブランド。
個性が軽やかに表現される服。
大切な日、毎日のちょっとした瞬間に華をそえる服。
そして何より着た人を幸せにする服。
女性らしさと遊び心を忘れない“キュートなやんちゃ”
そんな女性たちがいつも元気でいられる服をコンセプトとしている。
「Atelier Uji」
〒406-0807
山梨県 笛吹市 御坂町 二ノ宮 992-3

## Place D' UJI （プラスドゥウジ）
フランス語で"宇治の広場"を意味するPlace D' UJI。これまで手がけてきたレディースウェアや新作のアートに加え、初のメンズウェア、こだわりのセレクトアイテムが登場。今までにない幅広いラインナップでリニューアルオープンしている。
〒150-0001 東京都渋谷区神宮前2-5-6 アマデウスハウス1F-D室